# Ћемаловићи
Ћемаловићи су насељено место у Босни и Херцеговини у општини Доњи Вакуф које административно припада Федерацији Босне и Херцеговине. Према попису становништва из 1991. у насељу је живјело 59 становника.

## Становништво
По последњем службеном попису становништва из 1991. године, у насељу Ћемаловићи живело je 59 становника. Сви становници су били Муслимани 